# Jack Burke Jr.
Pour les articles homonymes, voir Burke.
Cet article possède un paronyme, voir Jack Burke (homonymie).
Jack Burke Jr., né le 29 janvier 1923 à Fort Worth (États-Unis) et mort le 19 janvier 2024 à Houston (États-Unis), est un golfeur professionnel américain.
Professionnel dans les années 1940 et 1950, il est l'un des meilleurs golfeurs de cette période remportant dix-neuf victoires professionnelles dont seize sur le circuit de la PGA. Au sein de son palmarès, il compte le gain de deux tournois majeurs - le Masters et le  Championnat de la PGA tous deux remportés en 1956. Il remporte également la Ryder Cup en 1951, 1953, 1955, 1959 et 1973.

## Palmarès

### Victoires professionnelles
| N° | Date       | Circuit principal | Tournoi               | Score           | Par     | Marge   | Finaliste       |
| -- | ---------- | ----------------- | --------------------- | --------------- | ------- | ------- | --------------- |
| .  | 08/04/1956 | PGA               | The Masters           | 72-71-75-71=289 | + 1     | 1 coup  | Ken Venturi (a) |
| .  | 24/07/1956 | PGA               | Championnat de la PGA | 3 and 2         | 3 and 2 | 3 and 2 | Ted Kroll       |